# Церква святого Миколая (Терпилівка)
Церква святого Миколая в Терпилівці — парафія і храм греко-католицької громади Підволочиського деканату Тернопільсько-Зборівської архієпархії Української греко-католицької церкви в селі Терпилівка Тернопільського району Тернопільської области.

## Історія церкви
Дерев'яний храм, збудований у 1781 році, був спалений радянськими солдатами у 1946 році разом з воїнами УПА, що там переховувалися. Після цього богослужіння проводили в переобладнаному під капличку приміщенні проборства. До 1946 року парафія була греко-католицькою, а з 1946 по 1994 рік капличка належала православним. У жовтні 1994 року греко-католицька громада була відновлена та зареєстрована.
Хоча село будувало новий храм разом, у 1990-х роках він залишився у власності громади ПЦУ. Спочатку греко-католики проводили богослужіння біля могили на місці спаленої церкви, а потім — у місцевому клубі. У 1995 році греко-католицькій громаді повернули приміщення проборства, яке використовували як церкву за радянських часів.
У червні 2007 року був освячений камінь під будівництво нового храму. 26 вересня 2010 року владика Василій Семенюк освятив новозбудовану церкву. До 1946 року парафію обслуговували священники з сусідніх сіл. При парафії діє Вівтарна дружина. У 2007, 2010 та 2011 роках для дітей та молоді організовували літні табори «Веселі канікули з Богом».

## Парохи
- о. Михайло Чикалюк,
- о. Володимир Герасимович (1903—1943),
- о. Іван Фелип'юк (1946—1976),
- о. Степан Кебало,
- о. Михайло Лановий,
- о. Ігор Атаманюк (1996—1997),
- о. Михайло Придатко (1996—1997),
- о. Михайло Андрейчук (з 1 вересня 1997).